# Álvaro Pino
Álvaro Pino Couñago, född 7 augusti 1956 i Ponteareas, är en spansk tidigare professionell tävlingscyklist. Han tävlade som professionell mellan 1981 och 1991 och är mest känd som segrare av Vuelta a España 1986 över favoriterna Robert Millar och Sean Kelly. Året därpå vann han Katalonien runt och under Vuelta a España 1988 vann han två etapper och bergsmästartävlingen. Under sin karriär vann han fem etapper på Vuelta a España. Under sin karriär tog han 11 segrar.
Álvaro Pino arbetar som sportdirektör för det spanska cykelstallet Karpin-Galicia sedan 2007. Han har tidigare haft samma yrke för Phonak Hearing Systems. Direkt efter Pinos avslutade karriär började han att arbeta som sportdirektör för det spanska stallet Kelme, med vilka han tävlat för under sitt sista år.

## Meriter
1982 – Zor
1:a, Subida al Naranco
1:a, etapp 2B, Baskien runt
10:a, Vuelta a España
1983
4:a, Vuelta a España
1984
4:a, Vuelta a España
1985
8:a, Vuelta a España
1986 – Zor-BH
 1:a, Vuelta a España
Etapp 22 (tempolopp)
2:a, Katalonien runt
1987
1:a, Katalonien runt
1988 – BH
1:a Bergsmästartävling, Vuelta a España
1:a, etapp 8, Vuelta a España
1:a, etapp 9, Vuelta a España
8:a, Tour de France 1988
8:a, Vuelta a España
1989 – BH
1:a, etapp 17, Vuelta a España
3:a, Katalonien runt
5:a, Vuelta a España
16:e, Tour de France 1989

## Stall
- 1981 CR-Colchon
- 1982 Zor-Helios
- 1983 Zor-Gemeaz-Cusin
- 1984-1985 Zor-Gemeaz
- 1986 Zor-B.H. Sport
- 1987-1989 B.H. Sport
- 1990 Seur
- 1991 Kelme